# Centre national de la recherche scientifique
Národní výzkumné centrum (fr. Centre national de la recherche scientifique), častěji označované pouze zkratkou CNRS, je největší evropskou výzkumnou a vývojovou organizací se sídlem ve Francii. Hlavní sídlo CNRS je v Paříži (La Défense), avšak výzkumná střediska jsou rozložena po celé Francii. Centrum zaměstnává přes 11 600 vědců (26 000 zaměstnanců) a jeho rozpočet byl v roce 2004 2,2 miliardy euro. Aktivní strategie výměny a spolupráce se zahraničními špičkovými pracovišti umožnila této státní organizaci cestu mezi světovou elitu na poli výzkumu. Mezinárodní zastupitelstva sídlí v Bonnu, Bruselu, Johannesburgu, Moskvě, Pekingu, Santiagu de Chile, Tokiu, Tunisu, Washingtonu a Hanoji.
CNRS je vlastníkem velkého množství patentů a licencí. V oblasti zdravotnictví patří k nejdůležitějším licence na vakcínu proti Hepatitidě B, na „Diagnose-Kits“ proti HIV-Viru, vyvinutá ve spolupráci s institutem Pasteur, nebo na nové cytostatikum Navelbine. V informatice se jedná o různý software, nejzajímavější je svobodný software CeCILL.

## Výzkumné oblasti
V současnosti je centrum tvořeno dvěma instituty:
- Národní institut pro jadernou a částicovou fyziku
- Národní institut pro výzkum vesmíru

### Oblasti výzkumu
1. matematika, informatika, fyzika, planety a vesmír,
2. chemie,
3. biologie,
4. sociální vědy,
5. životní prostředí a trvale udržitelný rozvoj,
6. technické vědy.

## Historie
Národní výzkumné centrum bylo založeno 19. října 1939 zásluhou prezidenta republiky Alberta Lebrun jako nástupnická organizace Caisse nationale de la recherche scientifique a Office national des recherches scientifiques et des Inventions. CNRS se zaměřilo na neaplikačně orientovaný výzkum, tedy ne na vývoj technologií, nýbrž na získávání nových poznatků. Změny ve společnosti a hospodářský vývoj donutily centrum roku 1966 k celkové restrukturalizaci. Roku 1967 vznikl Národní institut pro astronomii a geofyziku (fr. L'institut national d'astronomie et de géophysique), později přejmenovaný na Národní institut pro výzkum vesmíru (fr. l'Institut national des sciences de l'univers (INSU)), a v roce 1971 Národní institut pro jadernou a částicovou fyziku (fr. l'Institut national de physique nucléaire et de physique des particules (IN2P3)).
Aby byla zabezpečena úzká návaznost mezi potřebami trhu a vědeckou činností, vznikl roku 1973 Spolek pro výzkum a průmysl (fr. Club Recherche-Industrie), který v současnosti sdružuje přes 5 000 členů.
Od roku 2002 probíhá další snaha o změnu vnitřní struktury centra za účelem jeho modernizace.

## Ocenění
Od roku 1954 centrum pravidelně uděluje ocenění pro nejlepší francouzské vědce a mladé výzkumníky. Zlatá medaile CNRS (Médaille d'or du CNRS) je nejdůležitějším oceněním pro vědu a výzkum jaké lze ve Francii získat.
CNRS obdrželo hned několik Nobelových cen.
- Nobelova cena za fyziku
  - 1970 : Louis Néel
  - 1991 : Pierre-Gilles de Gennes
  - 1992 : Georges Charpak
  - 1997 : Claude Cohen-Tannoudji
- Nobelova cena za chemii
  - 1987 : Jean-Marie Lehn
- Nobelova cena za ekonomii
  - 1988 : Maurice Allais

Fieldsova cena
- 1954 : Jean-Pierre Serre
- 1982 : Alain Connes
- 2002 : Laurent Lafforgue

Abelova cena
- 2003 : Jean-Pierre Serre